# 巴托洛梅·德拉斯·卡薩斯

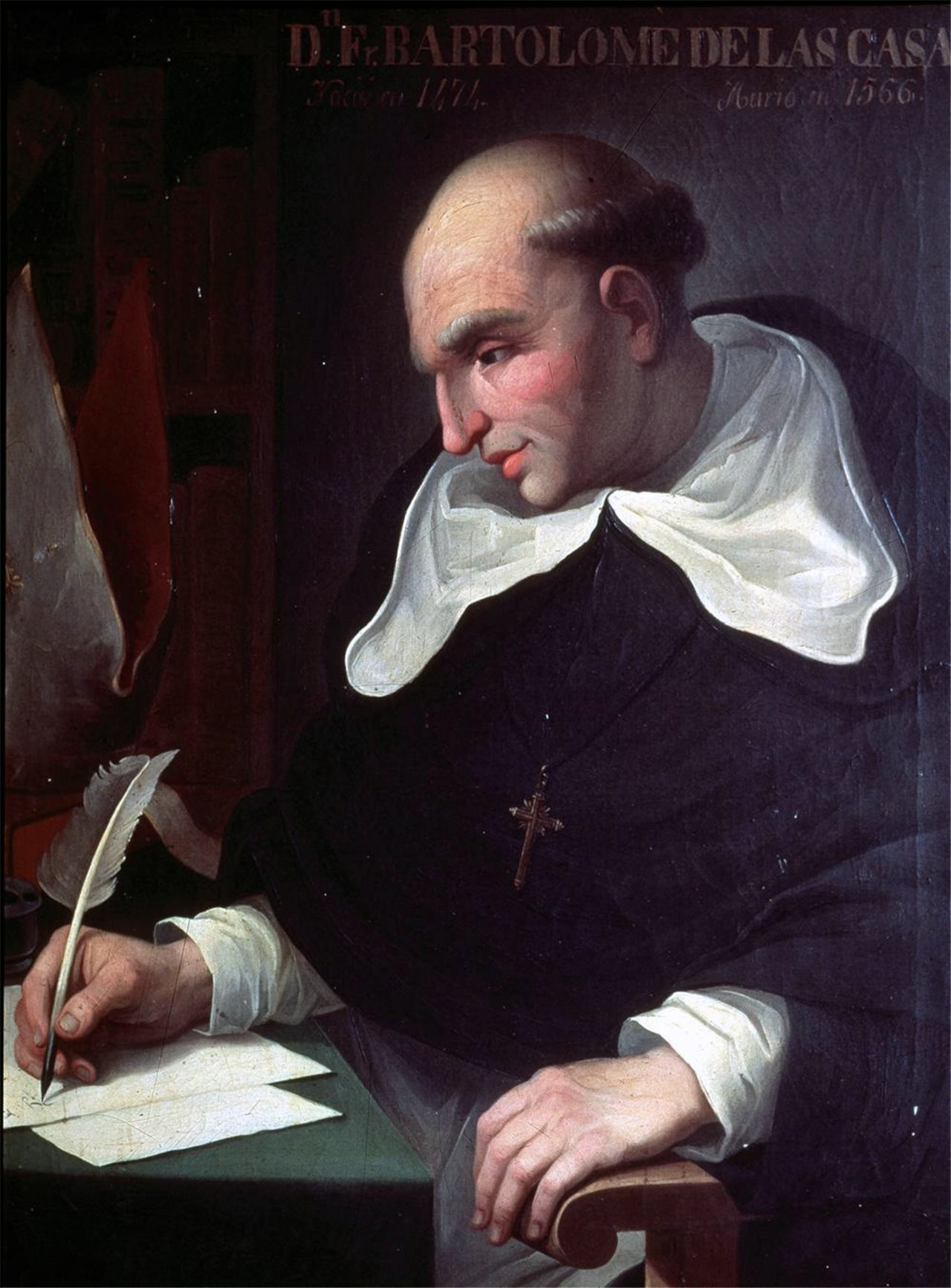
巴托洛梅·德拉斯卡薩斯

巴托洛梅·德拉斯卡薩斯（西班牙語：Bartolomé de las Casas，1484年11月11日—1566年7月18日），生於西維爾，1566年卒於馬德里，16世紀西班牙多明我會教士。曾致力保護西班牙帝國治下的南北美洲印第安人，對虐害他們的西班牙殖民者竭力控訴。在目睹了印第安人所遭受的苦难之后，他放弃了自己的土地、释放了自己的奴隶，变成了一名教父，用毕生的精力与暴力殖民作斗争。  他的著作《西印度毀滅述略》，就是揭示西班牙殖民者種種暴行的重要文獻。他站出来反对残忍的西班牙王室，使他获得了“印第安人守护者”的称号，五十年专注为原住民谋求平等待遇。他应该被称为世界上第一个普遍人权的实践者。